# John och Christopher Wright
John Wright, född i januari 1568 i Yorkshire, död 8 november 1605 i Holbeche House, och Christopher Wright, född cirka 1570 i Yorkshire, död 8 november 1605 i Holbeche House, var två bröder som försökte lönnmörda Jakob I av England genom att spränga det engelska överhuset i Westminsterpalatset, i vad som kallas för krutkonspirationen 1605. John var en av de första konspiratörerna att ansluta sig medan Christopher värvades i mars 1605.
Bröderna Wright hade båda varit elever på St Peter's School i York, där även konspiratören Guy Fawkes hade utbildat sig. Både John och Christopher var gifta, med Dorothy respektive Margaret, och John hade en dotter som föddes sent under 1590-talet. Deras syster, Martha, gifte sig med konspiratören Thomas Percy 1591. Av försiktighetsskäl greps de båda bröderna upprepade gånger under Elisabet I av Englands tid som drottning; bland annat greps de 1601 för inblandning i Robert Devereux, 2:e earl av Essex uppror. Detta uppror sammanföll med Johns konvertering till katolicismen och efter att han hade konverterat blev han kallad för "en man med ett föredömligt liv."
Brödernas exakta roll i krutkonspirationen är oklar, men John engagerade sig starkt i planerna och han flyttade hela sin familj till Lapworth i Warwickshire, nära själva hjärtat av konspirationen. Den 5 november 1605, när nyheten spreds om att Fawkes hade misslyckats med sitt uppdrag och blivit gripen, flydde bröderna tillsammans med flera av de andra konspiratörerna till Holbeche House, nära gränsen till Staffordshire. På morgonen den 8 november anlände Richard Walsh, som var High Sheriff of Worcestershire, tillsammans med en styrka på omkring tvåhundra man till Holbeche House och en eldstrid bröt ut. Både John och Christopher träffades och avled av sina skador.

## Biografi

### Liv före 1604
John och Christopher Wright föddes i Yorkshire som söner till Robert Wright och hans andra fru Ursula Rudston, dotter till Nicholas och Jane Rudston från Hayton i East Riding of Yorkshire. John döptes i Welwick den 16 januari 1568 och Christopher föddes runt 1570. Deras syster, Martha, gifte sig med konspiratören Thomas Percy 1591.
Liksom konspiratören Guy Fawkes fick bröderna sin utbildning vid St Peter's School i York, där skolans rektor John Pulleyn tillhörde en Yorkshiresläkt som var känd för sin opposition mot den engelska kyrkan. Pulleyns föregångare John Fletcher hade suttit fängslad i tjugo år för sitt motstånd mot protestantismen. Också de tre katolska prästerna Oswald Tesimond, Edward Oldcorne och Robert Middleton var elever på skolan. Både John och Christopher var gifta, med Dorothy respektive Margaret, och John hade en dotter som föddes sent under 1590-talet.
Av försiktighetsskäl greps de båda bröderna 1596 när Elisabet I av England blev sjuk. De satt fängslade i White Lion 1601 för sin inblandning i Robert Devereux, 2:e earl av Essex uppror mot drottning Elisabet. De var båda skickliga svärdsmän och John var välkänd för sitt mod. Den jesuitiska prästen Tesimond skrev att John hade "god fysik och ett sunt temperament. Han var relativt lång och hans anletesdrag var tilltalande. Han var ganska fåordig, men väldigt lojal mot sina vänner även om hans vänner var få." Christophers utseende var något annorlunda jämfört med sin bror och han beskrevs vara "något tjockare [i ansiktet] och med ljusare hår och något längre som person." Enligt fader John Gerard sammanföll Johns inblandning i earlen av Essex uppror med hans konvertering till katolicismen. Gerard noterade också att Johns hus, Twigmore Hall i North Lincolnshire, var en plats dit präster ofta kom för att ge John andlig tröst och sig själva kroppslig hjälp, även om myndigheterna kallade platsen för "en papistisk högskola för förrädare." Efter att John hade konverterat till katolicismen blev han "en man med ett föredömligt liv." Två år senare, när Elisabets hälsa försämrades ytterligare, greps John och Christopher igen. Christopher kan sedan ha rest till Spanien 1603, då under namnet Anthony Dutton, för att där söka stöd för de engelska katolikerna. Dock menar författaren Mark Nicholls att Duttons roll i det hela kan ha varit något Fawkes och Thomas Wintour kom på när de satt fängslade i Towern efter misslyckandet med krutkonspirationen.

### Medverkan i krutkonspirationen
| Porträtt av John (vänster) och Christopher Wright (höger). |  | Porträtt av John (vänster) och Christopher Wright (höger). |
| Porträtt av John (vänster) och Christopher Wright (höger). |  |                                                            |

När Jakob I av England efterträdde drottning Elisabet verkade han agera på ett mer tolerant sätt mot olika trosuppfattningar än vad Elisabet tidigare gjort och de katolska engelsmännen hoppades på att de skulle slippa bli förföljda på grund av sin tro. Robert Catesby, en hängiven katolik från Warwickshire, var missbelåten med Jakobs utövande av kungamakt och planerade därför att lönnmörda kungen i ett sprängdåd mot det engelska överhuset i Westminsterpalatset. I det följande upploppet skulle Catesby hetsa folket att göra revolt och få dem att kröna Elisabet Stuart till drottning. Dessa planer kom Catesby på tidigt under 1604 och han bjöd in sin kusin Thomas Wintour till ett möte där också John var närvarande. Catesby hade inte gett upp hoppet om att få hjälp från kontinentaleuropa och han skickade därför Wintour för att möta Juan Fernández de Velasco, 5:e hertig av Frías. Wintour träffade också den walesiska spionen Hugh Owen, som introducerade honom för Fawkes, vars namn Catesby redan kände till. En femte konspiratör, Thomas Percy, anslöt sig till dem några veckor senare; Percy var släkt med bröderna Wright eftersom han hade gift sig med deras syster Martha 1591. Konspiratörerna möttes den 20 maj 1604 på värdshuset Duck and Drake i stadsdelen Strand i London. Efter mötet svor de en sekretessed på en bönbok och sedan höll de en mässa i ett annat rum tillsammans med fader Gerard, som vid tillfället var ovetande om deras planer.
Enligt Nicholls uppvisade John väldigt lite tvivel efter dessa tidiga möten. Han höll sig gärna nära själva hjärtat av konspirationen och han flyttade hela sin familj till Lapworth i Warwickshire, där han även förvarade några hästar. I mars 1605 hade även Christopher gått med i konspirationen, men i oktober samma år (enbart en kort tid innan planerna skulle genomföras) blev myndigheterna informerade om konspirationen via ett anonymt brev till William Parker, 4:e baron Monteagle. I brevet stod det att Monteagle skulle hålla sig borta från parlamentet vid dess öppnande, men då han var osäker på precis vad som menades med detta skickade han brevet till Robert Cecil, 1:e earl av Salisbury, som var Secretary of State vid tillfället. Monteagles betjänt var besläktad med Christophers fru Margaret och i och med detta blev konspiratörerna medvetna om brevets existens. Catesby, som vid tillfället var vid White Webbs i Enfield Chase tillsammans med bröderna Wright, bestämde att brevet inte var ett tillräckligt stort hot mot deras planer och han beordrade att konspirationen skulle fortsätta som planerat. Den 4 november besökte Percy sin beskyddare Henry Percy, 9:e earl av Northumberland för att se om han kunde få klarhet i exakt vad det var för rykten som omgav detta anonyma brev. När Percy återvände till London övertygade han John, Thomas Wintour och Robert Keyes att de inte hade något att oroa sig över. På kvällen samma dag begav sig John förmodligen till Midlands tillsammans med Catesby och hans vasall Thomas Bates medan de andra konspiratörerna intog sina positioner inför explosionen som skulle äga rum dagen efter.

#### Konspirationens misslyckande

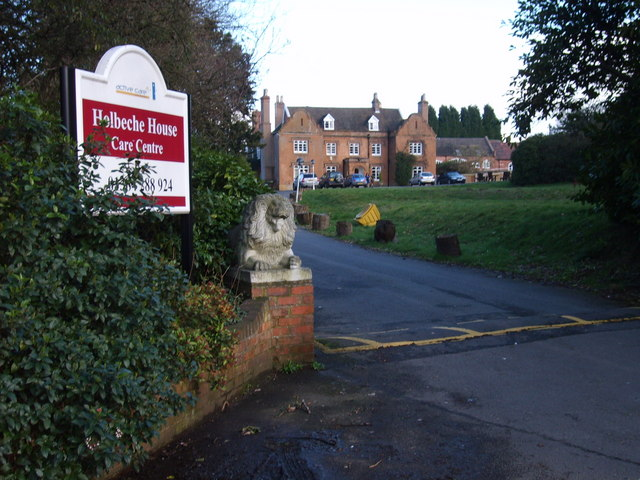
Bröderna Wright avled i Holbeche House den 8 november 1605 av skadorna de fick efter en eldstrid.

När brevet till Monteagle visades upp för kung Jakob den 1 november kände han att det antydde något som berörde eld och krut; möjligtvis i stil med de explosioner som föregick mordet på hans far, Henry Stuart, lord Darnley, den 10 februari 1567. På lördagen den 2 november bestämde sig riksrådet för att parlamentet skulle genomsökas. På måndagen den 4 november genomfördes den första genomsökningen, ledd av Thomas Howard, 1:e earl av Suffolk, och då fann de en stor hög med kvistar som låg i ett hörn i källarvalvet under det engelska överhuset. Jakob beordrade att ännu en genomsökning skulle genomföras, vilket skedde runt midnatt natten till den 5 november. Denna genomsökning leddes av Thomas Knyvet, 1:e baron Knyvet och de fann då Fawkes i källarvalvet under det engelska överhuset, där han vaktade kruttunnorna. Fawkes greps på plats. När nyheten spreds om att Fawkes hade misslyckats med sitt uppdrag och blivit gripen tog sig Christopher till värdshuset Duck and Drake där han berättade för Thomas Wintour att planerna var avslöjade. Wintour bad Christopher bekräfta att dessa uppgifter var sanna. Christopher tog reda på att så var fallet och även att myndigheterna nu letade efter Percy, som Fawkes (under sitt alias John Johnson) hade sagt sig arbeta för. När Wintour blev informerad om detta beordrade han Christopher att varna Percy. Christopher och Percy lämnade sedan London tillsammans och de flydde mot Dunstable.

#### Konspiratörernas flykt och bröderna Wrights död
Flera av konspiratörerna möttes upp och i samlad trupp flydde de genom Warwickshire och Worcestershire under de två dagarna som följde Fawkes gripande. De försökte under denna tid värva fler medlemmar för ett uppror, men allt eftersom tiden gick blev detta uppror mer och mer osannolikt. Den 6 november, samma dag som konspiratörerna samlade på sig vapen och stal hästar från Warwick Castle, utpekades bröderna Wright som misstänkta medhjälpare till konspirationen av Lord Chief Justice John Popham. Dagen efter offentliggjordes en förteckning över efterlysta konspiratörer, där bland andra bröderna Wright nämndes. Konspiratörerna försökte utan framgång att värva fler rebeller vid Hewell Grange i Tardebigge, Worcestershire och den 7 november tog de sig till Holbeche House, nära gränsen till Staffordshire, där de bestämde sig för att förbereda sig för att strida. På morgonen den 8 november anlände Richard Walsh, som var High Sheriff of Worcestershire, tillsammans med en styrka på omkring tvåhundra man till Holbeche House. En eldstrid bröt ut och Catesby, Percy och bröderna Wright blev träffade. Hade de fått omedelbar läkarvård kunde de ha överlevt, men några av Walshs mannar tog av dem deras kläder (till exempel togs Christophers stövlar av så att han enbart hade sina silkesstrumpor på fötterna) och de lämnades i detta skick för att dö. Det är möjligt att bröderna Wrights kroppar senare exhumerades och halshöggs, vilket skedde med Catesbys och Percys kroppar efter de hade jordfästs.